# Eparquía de Guiza
La eparquía de Guiza (en latín: Eparchia Gizensis y en árabe: الأبرشية القبطية الكاثوليكية بالجيزة‎) es una circunscripción eclesiástica de la Iglesia católica en Egipto. Se trata de una eparquía copta, sufragánea del patriarcado de Alejandría de los coptos católicos. Desde el 25 de marzo de 2019 su eparca es Toma Adly Zaki.

## Territorio y organización
La eparquía extiende su jurisdicción sobre los fieles católicos de rito alejandrino copto residentes en las gobernaciones de Guiza, Fayún y Beni Suef, con los límites que tenían antes de los cambios territoriales de 2014.
La sede de la eparquía se encuentra en la ciudad de Guiza, en donde se halla la Catedral de San Jorge.
En 2023 en la eparquía existían 12 parroquias.
La eparquía también administra dos hospitales: Santa Teresa en Imbābah (al norte de Guiza) y en Beni Suef y centros de atención, especialmente para niños huérfanos o discapacitados.

## Historia
La eparquía fue erigida el 21 de marzo de 2003 por decreto del Santo Sínodo, por desmembración de la eparquía de Alejandría de los coptos. El papa Juan Pablo II dio su asentimiento a la erección de la eparquía el 21 de marzo de 2003.

## Estadísticas
Según el Anuario Pontificio 2024 la eparquía tenía a fines de 2023 un total de 6295 fieles bautizados.
| Año                                                                             | Población            | Población | Población      | Sacerdotes | Sacerdotes    | Sacerdotes    | Bautizados por sacerdote | Diáconos permanentes | Religiosos | Religiosos | Parroquias |
| Año                                                                             | Bautizados católicos | Total     | % de católicos | Total      | Clero secular | Clero regular | Bautizados por sacerdote | Diáconos permanentes | Varones    | Mujeres    | Parroquias |
| ------------------------------------------------------------------------------- | -------------------- | --------- | -------------- | ---------- | ------------- | ------------- | ------------------------ | -------------------- | ---------- | ---------- | ---------- |
| 2006                                                                            | 4990                 | ?         | ?              | 8          | 7             | 1             | 623                      |                      | 1          |            | 7          |
| 2009                                                                            | 5945                 | ?         | ?              | 12         | 9             | 3             | 495                      |                      | 14         | 40         | 8          |
| 2013                                                                            | 5460                 | ?         | ?              | 12         | 9             | 3             | 455                      |                      | 14         | 44         | 9          |
| 2016                                                                            | 5987                 | ?         | ?              | 13         | 12            | 1             | 460                      |                      | 10         | 46         | 10         |
| 2019                                                                            | 6098                 |           |                | 20         | 14            | 6             | 304                      |                      | 15         | 28         | 12         |
| 2021                                                                            | 6131                 |           |                | 20         | 14            | 6             | 306                      |                      | 33         | 34         | 12         |
| 2023                                                                            | 6295                 |           |                | 12         | 11            | 1             | 524                      |                      | 29         | 35         | 12         |
| Fuente: Catholic-Hierarchy, que a su vez toma los datos del Anuario Pontificio. |                      |           |                |            |               |               |                          |                      |            |            |            |

## Episcopologio
- Andraos Salama † (21 de marzo de 2003-6 de diciembre de 2005 falleció)
- Antonios Aziz Mina (27 de diciembre de 2005-23 de enero de 2017 renunció)
  - Ibrahim Isaac Sidrak (23 de enero de 2017-10 de abril de 2018) (administrador apostólico)
  - Toma Adly Zaki (10 de abril de 2018-25 de marzo de 2019 nombrado eparca) (administrador apostólico)
- Toma Adly Zaki, desde el 25 de marzo de 2019